# 科隆比耶尔
科隆比耶尔（法語：Colombières，法語發音：[kɔlɔ̃bjɛʁ] ⓘ）是法国卡尔瓦多斯省的一个市镇，属于巴约区。

## 地理
科隆比耶尔（49°17'46"N, 0°59'32"W）面积10.64 平方千米，位于法国诺曼底大区卡爾瓦多斯省，该省份为法国西北部沿海省份，北濒大西洋英吉利海峡，东北与滨海塞纳省以海上边界相接，东临厄尔省，南至奧恩省，西与芒什省接壤。
与科隆比耶尔接壤的市镇（或旧市镇、城区）包括：布里克维尔、拉康布、康希、隆格维尔、蒙夫雷维尔、滨海伊西尼、福尔米尼拉巴塔耶。

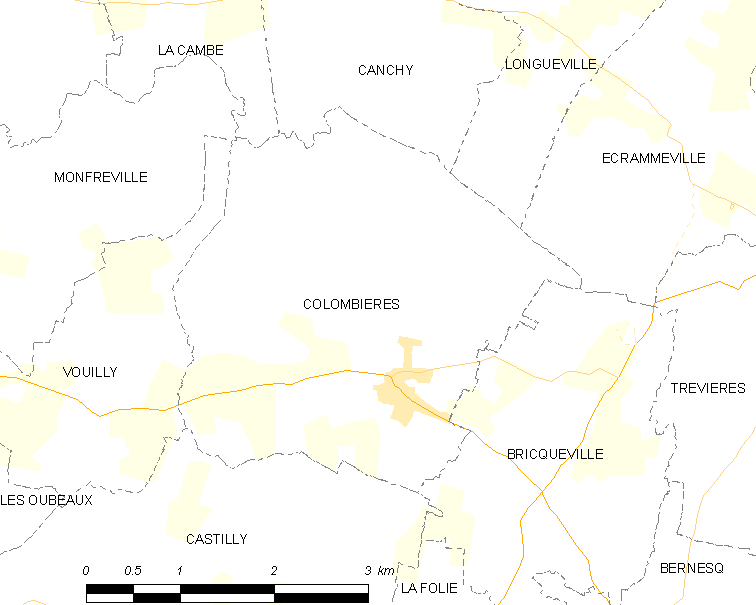
科隆比耶尔的OSM定位图

科隆比耶尔的时区为UTC+01:00、UTC+02:00（夏令时）。

## 行政
科隆比耶尔的邮政编码为14710，INSEE市镇编码为14168。

## 政治
科隆比耶尔所属的省级选区为特雷维耶尔县。

## 人口

1962-2008年间科隆比耶尔人口变化图示

科隆比耶尔于2022年1月1日时的人口数量为206人。